# Baré (Bobo-Dioulasso)
Pour les articles homonymes, voir Baré.
Baré est une commune rurale du département de Bobo-Dioulasso de la province du Houet dans la région du Hauts-Bassins au Burkina Faso.

## Géographie
Baré est située dans le 4e arrondissement du département de Bobo-Dioulasso, à 25 km du centre de Bobo-Dioulasso.

## Histoire
Louis-Gustave Binger l'évoque en avril 1888 lorsque malade il doit rester à Kotédougou. Il devait alors être conduit à Baré (Binger écrit Baréni) mais aucun guide ne veut l'y conduire. Il écrit : « Leur refus ne me déplut pas du tout, au contraire : le territoire de Baréni est loin d'ici et n'est séparé du Fouta que par deux villages du Dafina... ».

## Économie
L'économie de la commune est liée à sa localisation le long de la route nationale 20 sur l'axe Bobo-Dioulasso–Diébougou permettant des échanges commerciaux.

## Éducation et santé
La commune de Baré accueille un centre de santé et de promotion sociale (CSPS).